# Burgstall Bodestall
Der Burgstall Bodestall bezeichnet eine abgegangene mittelalterliche Höhenburg 500 m nördlich von Walchzell, einem Gemeindeteil der niederbayerischen Gemeinde Obersüßbach im Landkreis Landshut und etwa 1100 m nördlich der Filialkirche St. Martin in Martinszell. Die Anlage wird als Bodendenkmal unter der Aktennummer D-2-7337-0017 im Bayernatlas als „Burgstall des Mittelalters“ geführt.

## Beschreibung
Der Burgstall Bodestall (= Burgstall?) liegt auf einer nach Westen gerichteten bewaldeten Geländenase im Waldgebiet Bockstall. Nach Norden, Westen und Süden fällt das Gelände steil ab, nach Osten wird der Burgstall durch einen 50 m langen Abschnittswall gegen das mäßig ansteigende Hinterland abgeteilt. Der an beiden Seiten auslaufende Wall erhebt sich über den Innenraum um etwa 1 m und fällt von der Wallkrone bis zur Grabensohle um 3 m ab. Die Grabenböschung steigt zum Vorgelände wieder um 2 m an. Nach Nordwesten befindet sich noch eine Außenböschung des Walls, die sich noch 30 m als Böschungskante zum Abhang hinzieht. Von Süden her wird eine Sandgrube betrieben, die sich 1962 bereits bis auf 40 m an den Wallrand genähert hat.